# Château du Beyrat
Le château du Beyrat est un château fort remanié, situé à Bellenaves, en France.

## Localisation
Le château est situé sur la commune de Bellenaves, dans le département de l'Allier, en région Auvergne-Rhône-Alpes, entre la route de Saint-Bonnet-de-Rochefort et l'A 71.

## Description
Le château fort médiéval, dont il reste deux tours, est remanié au XVe siècle ; la tour du nord abrite un escalier, tandis que celle du sud est occupée par des chambres, dont l'une comporte une vaste cheminée. Un corps de logis central à deux niveaux, auquel on accède par une entrée voûtée en plein cintre, comporte au premier étage une salle voûtée d'ogives. Une tourelle contenant un petit escalier et un autre corps de bâtiment accolé sont ajoutés au début du XXe siècle.

## Historique
L'existence du château est attestée dès le XIIe siècle. La seigneurie, appelée alors Aubairac ou Aubeyrat, était un fief de celle de Bellenaves. Au XIVe siècle, elle appartient à une famille qui en porte le nom (Aubeyrat) et rend hommage aux ducs de Bourbon, puis passe par mariage au milieu du XVe siècle à la famille d'Arçon. En 1618, François d'Arçon de Laudan, couvert de dettes, doit vendre la terre du Beyrat. Elle est acquise ensuite par la famille du Buisson qui la conserve jusqu'à la fin du XVIIIe siècle.
L'édifice est inscrit au titre des monuments historiques par arrêté du 24 janvier 1947.